# Историја Северне Македоније
Овај чланак је део серије о историји Северне Македоније.

## Стари век
У старом веку, највећи део територије Северне Македоније (северни и источни део слива Вардара) је био у саставу краљевине Паоније, коју су насељавали Пајонци, народ трачког порекла, као и у саставу Илирије и Дарданије, који су насељавала илирска племена. Седиште Пајоније је било прво у Вилазори (данашњи Велес), а касније у Стобију.
Најјужнији појас данашње Северне Македоније заузимала је античка Македонија. Антички Македонци су били стари балкански народ, који је говорио један недовољно познат језик. Први значајни краљ античких Македонаца је био Филип II Македонски. Године 336. п. н. е. Филип II Македонски је покорио горњу Македонију, јужну Пајонију и старогрчке полисе. Филипов син Александар Велики је освојио и укључио у своју државу остатак региона, стигавши на северу чак до Дунава. На истоку Александар је поразио Персијско царство, па се његова империја протезала од Дунава и Јонског мора до Египта и Индије. После његове смрти 323. п. н. е, услед сукоба Александрових генерала, ова огромна држава се распала на три дела. Македонијом су завладали краљеви из династије Антипатрида, али њихова владавина није дуго потрајала због сукоба са ривалском династијом Антигонида.
280. п. н. е. Гали под Бреном су опустошили државу Пајонаца, које су угрожавали и Дарданци. Пајонија се касније опоравила, али ју је 217. п. н. е. македонски краљ Филип V Македонски укључио у Македонско краљевство.
Македонско савезништво са Картагином и продор римске државе на исток је довело до три Македонска рата (215. п. н. е—168. п. н. е). Да би се осигурао од Римљана, Филип V је појачао фортификације у Скопљу и Ускани (данашње Кичево), а са југа је имао окупирану Грчку. Међутим, грчки полиси и Римљани су се удружили и под притиском Римљана морао се повући из Грчке и поставити одбрану у клисури Темпи. Ипак, у доби владавина његовог сина, Персеја V, Римљани су ушли са југа и победили Персеја у бици код Пидне, после које је Македонско краљевство у целости потпало под римску власт, а последњи краљ Македоније Персеј V је одведен као роб у Рим. Под римском влашћу ова област је подељена између две римске провинције; већи део је био део у оквиру провинције Македоније, док је најсевернији део био укључен у састав Горње Мезије. После поделе Римског царства 395. на Источно и Западно римско царство, Македонија је постала део Источног римског царства.

## Средњи век
Јужни Словени су се населили на територију данашње Северне Македоније у 6. веку. Словени су учествовали у неколико похода на Византију, сами или у савезу са Аварима и Прабугарима. Око 680. године група Прабугара, које је предводио кан Кубер се населила у Пелагонији и покренула походе у област Солуна.
Крајем 7. века византијски цар Јустинијан II је организовао масовни поход против Словена на грчком полуострву, у којем је заробио велики број Словена и преселио их у Кападокију. До владавине Констанса II (који је такође организовао походе против Словена), значајан број македонских Словена је заробљен и пресељен у централни део Мале Азије.
За време владавине бугарског цара Пресијана I, област Македоније је 837. постала део Првог бугарског царства. У овом периоду су међу Словенима деловали браћа Ћирило и Методије, пореклом из Солуна, који су творци глагољице и староцрквенословенског језика и чијим радом је велики број Словена покрштен. Њихови ученици Климент и Наум су у Охриду основали јак културни центар. У 10. веку у Македонији се појавило богумилско учење, као одговор на потчињавајући феудални црквено-економски систем. Оно се брзо проширило по целој Европи.
Прво бугарско царство је 968. напала и покорила Кијевска Русија, али је византијски цар Јован I Цимискије 971. године успео да од Кијевске Русије преотме источне делове Првог бугарског царства. У међувремену, у западном делу Првог бугарског царства избио је устанак четворице браће комитопула (Давида, Арона, Мојсија и Самуила) против Византије. Браћа су 976. покренуле нову велику кампању против Византије. Самуило је исте године остао сам у борби против Византије, током које је успео да створи моћно царство које се протезало од Јадранског до Црног мора и од Дунава до Тесалије. Самуилова држава је постојала до 1018. након чега је поново доспела под власт Византије.
Словенски устанци су наставили да избијају на махове, често уз помоћ српских кнежевина на северу. Сваку привремену независност коју су устаници успевали да стекну Византија је обично брзо гушила. Овај период су обележили ратови Нормана и Византије. Нормани су кренули у напад са својих територија у јужној Италији и привремено су завладали малим територијама на северозападној обали.
Међутим са крајем 12. века, незаустављиво слабљење Византије је пружило околним државама да на дуже време држе Македонију. Почетком 13. века обновљено Бугарско царство је завладало овом облашћу. Због унутрашњих проблема царство није дуго трајало, а регион је у другој половини 13. века поново дошао под контролу обновљене Византије. Од краја 13. века Македонија је постала део српске краљевине, а Скопље је 1346. постало престоница Душановог царства. У Скопљу је објављен и Душанов законик.
После смрти цара Душана, слаби наследник и борбе за моћ су још једном поделиле Балканско полуострво, што се поклопило са продором Османлија у Европу. Облашћу Македоније управљали су браћа Вукашин и Угљеша Мрњавчевић, који су покушали да зауставе Турке у Маричкој бици 1371. После њиховог пораза, Вукашинов син Марко Мрњавчевић и браћа Дејановићи су постали турски вазали.

## Под Османским царством
Турци су ову област освојили у првој половини 15. века и она је остала у саставу Османског царства наредних скоро 5 векова.
Након пада Цариграда 1453. и нестанком Византијског царства, султан Мехмед II је 1454. године потврдио цариградског патријарха за духовног вођу свих православних хришћана у Османском царству. Цариградски патријарх је зато подржавао отоманска освајања, а Српска и Бугарска православна црква су изгубили своју аутокефалност. Свештенство у тим негрчким црквама је именовао цариградски патријарх, а Патријаршија је била одговорна за прикупљање пореза. Сарадња православне цркве и Турака је поред физичког омогућила и културни опстанак православља у Отоманском царству. Грчки и јерменски свештеници су имали предност над српским, бугарским и румунским свештеницима. Султан је 1767. године распустио Охридску архиепископију, што је још више ојачало утицај грчке цркве међу Словенима. Православна црква је свој положај у отоманском друштву дуговала томе чињеници да ниједна друга православна држава до половине 17. века није угрожавала Османско царство. Руско-турски ратови су нарушили овај однос, а после Руско-турског рата 1768-1774 и Кучук-Кајнаџирским миром Русија је постала заштитник свих православних хришћана у Османском царству.
Током турске владавине у овој области, због досељавања турског становништва и исламизације, живео је значајан број муслиманског становништва. За време турске владавине Скопље и Битољ су били средишта два ејалета. Долина Вардара, која је касније постала централни део Северне Македоније, је била у саставу Отоманског царства све до Првог балканског рата, уз изузетак кратког периода током 1878, када су је заузели Руси током Руско-турског рата 1877—1878. када је припала Бугарској. Током Илинденског устанка у јужном делу данашње Северне Македоније устаници су основали краткотрајну Крушевску републику.
Пре почетка Првог балканског рата, Србија и Бугарска су одлучиле да данашња територија Северне Македоније добије статус аутономије, а уколико то буде немогуће - да буде подељена по линији Крива Паланка-Охрид, након што Османско царство буде поражено. Бугари нису испоштовали обавезу о деловању своје војске у Македонији него су скоро сву војску усмерили према Истанбулу где су уз уговором непланирану помоћ српске војске пружили помоћ у заузимању Једрене, па зато Србија није имала обавезу да поштује уговор са Бугарском.

## Савремено доба

### Краљевина Србија и Краљевина Југославија
Бугарска се сматрала оштећеном при подели Македоније, те је започела Други балкански рат. Када су Србија, Грчка, Румунија и Турска победиле Бугарску у Другом балканском рату, Вардарска Македонија (данас Северна Македонија) је постала саставни део Србије (1913—1915), Егејска Македонија је припала Грчкој, а Пиринска Македонија Бугарској. Унутрашња Македонска Револуционарна Организација — ВМРО је основана 1893. у Солуну, са циљем да Македонија добије аутономију у оквирима Турске, како би касније постала део Бугарске. Ова организација је имала изразито антисрпски карактер. У Првом светском рату (1914—1918) је као део Краљевине Србије била окупирана је од стране Бугарске, која је почела да врши насилну бугаризацију домаћег становништва.
После рата је постала део Краљевине Срба, Хрвата и Словенаца (1918—1941). Чланови ВМРО-а су заједно са усташама извршили атентат на краља Југославије Александра I Карађорђевића у Марсељу 1934. У оквиру Краљевине СХС, територија Вардарске Македоније је била део провинције Јужне Србије, а потом (од 1922. године) је подељена на три области (Скопску, Брегалничку и Битољску). Од 1929. до 1941. године је чинила главни део Вардарске бановине, чије се управно седиште налазило у Скопљу.

### Други светски рат
Након Априлског рата, југословенски део Македоније поделиле су италијанска марионетска Велика Албанија и Краљевина Бугарска. Покрајинско руководство КПЈ на челу са пробугарски оријентисаним секретаром Методијем Шаторовим оклевало је да подигне оружани устанак против окупатора. Након уклањања Шаторова и започетих припрема, оружани устанак у Македонији започео је 11. октобра 1941. године, нападом Прилепског партизанског одреда на бугарску станицу у Прилепу. Устанак је почео да се омасовљује тек почетком 1942. године. Бугари су заузели већи, источни и средишњи, део Вардарске Македоније, док је западни део ушао у састав Краљевине Албаније, која је била италијански протекторат.
Антифашистичко собрање народног ослобођења Македоније (АСНОМ) је представљало врховно представничко, законодавно и извршно тело Демократске Федералне Македоније у периоду од августа 1944. до априла 1945. године. Конституисана је 2. августа 1944. године, на свом Првом заседању, а 16. априла 1945, на Трећем заседању је прерасло у Народну скупштину Македоније.
Иницијативни одбор за основање АСНОМ-а формиран је новембра 1943. године у селу Црвена вода. У његовом саставу налазили су се: Методије Андонов Ченто (председник), Страхил Гигов (секретар), Цветко Узуновски, Венко Марковски и Михајло Апостолски.

### Народна/Социјалистичка Република Македонија
После рата Вардарска Македонија више није била саставни део Србије већ је на том простору формирана Народна Република Македонија, касније Социјалистичка Република Македонија. Она је у периоду од 1945. до 1991. године била федерална јединица СФРЈ.
Задаци прве владе новоформиране републике били су побољшавање здравствене заштите, искорењивање неписмености, стандардизација посебне македонске азбуке и македонског језика у односу на српску азбуку и српски језик, развој просветног система и остало. Била је покренута и убрзана индустријализација.
Главни град Народне Републике Македоније, Скопље је 26. јуна 1963. године задесио јак земљотрес, јачине 9 степени меркалијеве скале, који је начинио велике људске жртве (1.070 мртвих и око 4.000 повређених) и огромну материјалну штету (90% грађевина је било порушено).
Македонска православна црква настала је неканонским одвајањем од Српске православне цркве 17. јула 1967. године.

### Северна Македонија
Грађани СР Македоније су на референдуму 8. септембра 1991. изгласали независност СР Македоније од СФРЈ. Међутим, међународно признање државе је успоравала Грчка због спора око имена нове државе и њених симбола. Као компромис, Уједињене нације су 1993. признале нову државу под именом Бивша Југословенска Република Македонија. Грчка је и даље била незадовољна и фебруара 1994. је увела трговинску блокаду. Блокада је укинута у септембру 1995. када је Република Македонија променила изглед своје заставе и делове свог устава који су јој дозвољавали да се меша у унутрашње проблеме других држава.
Северна Македонија је једина република која се од СФРЈ одвојила без рата. Ипак, стање је озбиљно дестабилизовано током рата на Космету, када је велики број косовских Албанаца избегао у Северну Македонију. Иако су се избеглице вратиле на Космет после рата, албански националисти са обе стране границе су се побунили са циљем остваривања аутономије или независности делова Северне Македоније насељених Албанцима. Сукоби између македонске војске и полиције и албанских сепаратиста су се водили на северу и западу државе, између марта и јуна 2001. Рат је окончан интервенцијом НАТО пакта, који је надгледао успостављање примирја. По одредбама Охридског споразума, македонска влада се обавезала да дозволи већи степен политичке моћи и културне аутономије албанској мањини. Албанска страна се обавезала да се одрекне сепаратистичких захтева и призна све македонске институције, као и да се разоружа и преда све оружје НАТО пакту.

#### Сукоби у Северној Македонији 2001.
Сукоби у Северној Македонији почињу фебруара 2001. године у пограничном селу Танушевци. Након двонедељних окршаја албански герилци се спуштају према Тетову. Македонске снаге 23. марта крећу у широку акцију против припадника Ослободилачке националне армије на подручју Тетова и наносе им пораз.
Дана 28. априла албански терористи су поставили заседу и убили осам македонских војника што изазива револт широм Северне Македоније. Тај догађај је познат као Масакр код Вејце.
Дана 4. маја између три и четири хиљаде албанских герилаца упада са Косова и Метохије на македонску територију и у првом налету освајају седам македонских и српских села у околини Куманова. Армија Северне Македоније започиње офанзиву у кумановском крају. Воде се тешке борбе око села Слупчане, Ваксинце, Липково, Оризаре, Отља. Албански терористи померају тежиште сукоба јужније.
Дана 9. јуна започиње нова офанзива македонске армије на села Матејче и Слупчане.
Дана 22. јуна започиње најжешћа офанзива на Арачиново, село после три дана борбе пада у руке македонских снага.
Дана 8. августа албански терористи су поставили заседу на ауто-пут Скопље - Тетово и убили десет македонских војника. Тај догађај је познат као Масакр код Карпалака.
Дана 10. августа албански терористи су поставили заседу на Љуботенски бачила и убили осам македонских војника са мином.
У јулу се воде спорадичне борбе да би у августу поново добиле на интензитету, наиме 10. августа тзв. косовски заштитни корпус напада село Радуша које уз велике губитке заузимају. С друге стране македонске снаге успостављају контролу над Тетовом које је било седмицама изложено нападима Албанаца.